# Emma Trentini
Emma Trentini (1878-23 de marzo de 1959) fue una soprano italiana que emigró a Estados Unidos en diciembre de 1906.

## Primeros años
Trentini nació en Mantova, Italia (Mantua). Sus padres eran pobres y no tenían el suficiente dinero para encontrarle a Emma una carrera operística. Cuando tenía 12 años, Trentini fue recibida en un coro de una iglesia en Mantova.Trentini pudo recaudar fondos y su madre la mando a estudiar en una escuela en Lombardía. Donde obtuvo su trabajo en el Teatro alla Scala en Milán cuando tenía 14 años. Trentini estudió ahí por cuatro años y realizó una gira en Europa como intérprete en las temporadas del teatro. Mientras estaba de gira, Trentini conoció a la Dama Nellie Melba, quién fue una cantante de ópera de origen australiano. Melba le recomendó a Trentini que trabaje con Oscar Hammerstein, quien en ese momento estaba en París y buscaba por toda Europa un nuevo actor con talento. Trentini cantó con Hammerstein en Bruselas, Bélgica. Donde quedó impresionado y le extendió un contrato de cinco años.

## Cantante de ópera
Trentini empezó a trabajar con Hammerstein en la Casa de Ópera de Manhattan. El teatro fue construido e inaugurado por Hammerstein en 1906. El teatro actualmente se encuentra cerca en la Calle 34 (Manhattan). Cuando llegó a Estados Unidos, Trentini solo hablaba en italiano, su idioma natal. Trentini estudió inglés con diligencia, repitiendo palabras y frases de una a otra. Una de sus dificultades era que atribuía un significado incorrecto con las palabras. Uno de esos ejemplos fue cuando le agradeció a un miembro personal del teatro, en vez de pronunciar con un gracias, le pronunció con un beso. Trentini siguió pronunciando palabras una y otra vez hasta que un lingüística la pudo corregir. En ese momento, Trentini huyó de la habitación y regresó al hotel con un Gracias!.
En febrero de 1907 Trentini se tuvo que vestir de anciana para una producción de la obra Il Barbiere di Seviglia de Gioachino Rossini. En marzo, Trentini hizo su primera aparición en Estados Unidos, en la obra Musetta. La audiencia del teatro Metropolitan Opera House estaban complacidos por su actuación en la obra La Boheme.
En ese mes Trentini se había enfermado durante varias semanas después de subir al escenario con Melba y Mademoiselle en una adaptación de Calve', a pesar de los consejos de su doctor. Trentini regresó a los escenarios en una adaptación de la obra Carmen, donde realizó el segundo acto el 17 de abril. Trentini interpretó a una de las contrabandistas de mujeres. Aunque su papel era corto, Trentini se despertó a la mañana para decirle a todo Nueva York sobre el papel que había interpretado.
Trentini continuó haciendo papeles menores, pero su personalidad picante les mostraba varios significados. Trentini subía al teatro de forma rutinaria, con una sonrisa y ojos brillosos. La primera vez que visitó el teatro Metropolitan Opera House, se acercó a una silla que había en la cocina, donde estaban sentados Hammerstein y una junta de directores. Al principio, Trentini le pedía a Hammerstein una moneda de 25 centavos, pero con el paso del tiempo, él se la ofrecía sin que ella le pidiera. Hammerstein le colocó un corpiño al vestido de Trentini. Ella nunca actuaba si no estaba ahí. Trentini trabajó en Manhattan por cuatro años y amontonó cada pieza de dinero en su habitación.
Durante su siguiente año en Metropolitan, Trentini fue reclutada para interpretar el personaje Antonia en Contess d' Hoffman. Ella no sabía el idioma francés, pero se ofreció para actuar en la obra. En el verano siguiente, Trentini residió en una casa de Francia y empezó a perfeccionar su francés hasta dominarlo.
Cuando Claude Debussy escuchó a Trentini cantar en Yniold en la obra Pelléas et Mélisande en el Covent Garden en Londres, Inglaterra. Quedó entusiasmado y le pidió si posada para la foto mon toute petite Yniold. También tuvo la oportunidad de escucharla cantar en Proseperine de Camille Saint-Saëns.
Entre sus papeles más famosos se encuentran en Violetta, Nedda en Pagliacci, y Gilda. Trentini apareció en varias ciudades de Italia y en El Cairo. Trentini cantó en las obras Bal Masque, Louise, The Tales of Hoffman, Thais, y "Pelléas et Mélisande", que estuvo bajo la dirección de Hammerstein.
En The Tales of Hoffman, Trentini interpretó a tres personajes durante un extraño giro de acontecimientos. Trentini interpretó a dos personas más debido a que el actor Cavalieri se había enfermado y no pudo ir esa noche. Hammerstein llamó a Trentini y le contó la situación. Por lo que le pidieron si podía interpretar la escena donde tenía que aparecer Cavalieri. Después de una hora de ensayo, Trentini se convirtió en la letra perfecta y cantó con los tres papeles que había interpretando esa noche.

## Ópera cómica
La revista The New York Times entrevistó a Trentini en septiembre de 1910 en su apartamento en West 10th. En ese momento, Trentini trabajaba en la compañía de Victor Herbert, con quién estaba preparando una nueva comedia musical. Hammerstein quería cambiar a Trentini de cantante de ópera a vocalista de ópera. Cuando él le sugirió eso, ella le confesó al escritor había llorado durante dos días. Otros siguieron el ejemplo de Hammerstein al querer que Trentini hiciera la transición. Ella lo reconsideró, exclamando que sería muy lindo ser la etoile-une toute petite etoile. En inglés ella quería decir que creía que podía sobresalir como una estrella singular de la ópera cómica.
El idioma inglés seguía siendo un problema para ella, aunque tomó ochenta lecciones en un solo año en el invierno anterior. La dificultad fue en la ópera cómica, que carecía de la música para ayudar al intérprete. Trentini nunca había hablado en líneas en ese momento. En la ópera cómica de Herbert, Naughty Marietta (1910), que se desarrolló en Nueva Orleans en 1750. Cuando estaban en el segundo acto, Trentini interpretó a un niño. La ópera fue adaptada en un libro de Rita Johnson Young.
Después de su debut en Naughty Marietta en el Teatro Bowery el 7 de noviembre de 1910. Trentini y Orville Harrold aparecieron en 136 funciones antes de que la producción saliera de gira. Una disputa entre Herbert y Trentini surgió cuando Herbert le sugirió a Trentini que interpretada a un bis en Street Song. Trentini lo ignoró porque deseaba guardar su voz para el resto de la actuación.
La disputa entre Herbert y Trentini hizo que el compositor Rudolf Friml tuviera por primera vez una gran oportunidad. Herbert se negó a trabajar con Trentini, por lo que Friml se unió con Otto Harbach para componer The Firefly (1912) como dedicación a Trentini. Friml se refirió a Trentini en septiembre de 1970 diciendo: Ella es la cantante más inteligente que he conocido. Nunca habla o canta en voz alta, cuando lo hacía, era como una octava pero más baja. Ella siempre guardaba su voz para la audiencia.

## Vida personal
El tenor Enrico Caruso cortejó a Trentini durante dieciséis meses, después de lo cual ella prometió casarse con él en 1911. Una parte de su noviazgo tuvo lugar en Rimini. Más tarde, Trentini fue nombrada como co-demandada en 1915 en el divorcio del compositor y pianista Rudolf Friml, y se presentaron pruebas de que estaban teniendo una aventura.
Emma Trentini murió en 1959.